# Branko Jereminov
Branko Jereminov (in serbo Бранко Јереминов?; Pančevo, 1º febbraio 1987) è un ex cestista serbo.